# Chema el panadero
Chema el panadero es un panadero ficticio del programa infantil  Barrio Sésamo, la versión española de Sesame Street. Estaba interpretado por Juan Ramón Sánchez y apareció en la serie de 1983 a 1987

## Descripción
Chema era un personaje adulto de carne y hueso que interactuaba con las marionetas Espinete y Don Pimpón, ya que poseía una panadería en el barrio. Era rubio y vestía siempre un delantal que solía llevar manchas de harina, incluso cuando estaba abriendo la panadería. Como otros personajes de la serie, también tenía su propia canción, "Panadero soy".

## Otras apariciones
Después de 1987 Juan Ramón Sánchez interpretó también al personaje en adaptaciones teatrales de Barrio Sésamo junto a la actriz Chelo Vivares (Espinete) y José Riesgo (Julián).
En 20¿¿ Juan Ramón Sánchez interpretó; a un personaje secundario (un padre) en la serie de television El comisario, en la primera mitad de la 2ª temporada.

## Influencia
En la  serie Aída, Pepe Viyuela interpreta a un tendero bastante bonachón llamado Chema, en homenaje al personaje de Barrio Sésamo.